# 유보 (도안절후)
유보(劉普, ? ~ ?)는 전한 말기의 제후로, 하간효왕의 아들이다.

## 행적
수화 원년(기원전 8년), 도안후(都安侯)에 봉해졌다.
시호를 절이라 하였고, 아들 유서가 작위를 이었다.

## 출전
- 반고, 《한서》 권15하 왕자후표 下

| 선대 (첫 봉건) | 전한의 도안후 기원전 8년 6월 병인일 ~ ? | 후대 아들 유서 |